# Godijeno
Godijeno (cyr. Годијено) – wieś w Bośni i Hercegowinie, w Republice Serbskiej, w gminie Foča. W 2013 roku liczyła 12 mieszkańców.